# Sokołówka (obwód brzeski)
Sokołówka (biał. Сакалоўка; ros. Соколовка) – wieś na Białorusi, w obwodzie brzeskim, w rejonie pińskim, w sielsowiecie Waliszcze.
W dwudziestoleciu międzywojennym leżała w Polsce, w województwie poleskim, w powiecie pińskim, w gminie Porzecze. Po II wojnie światowej w granicach Związku Sowieckiego. Od 1991 w niepodległej Białorusi.